# フェアバンクス・モース コンソリデーテッド・ライン

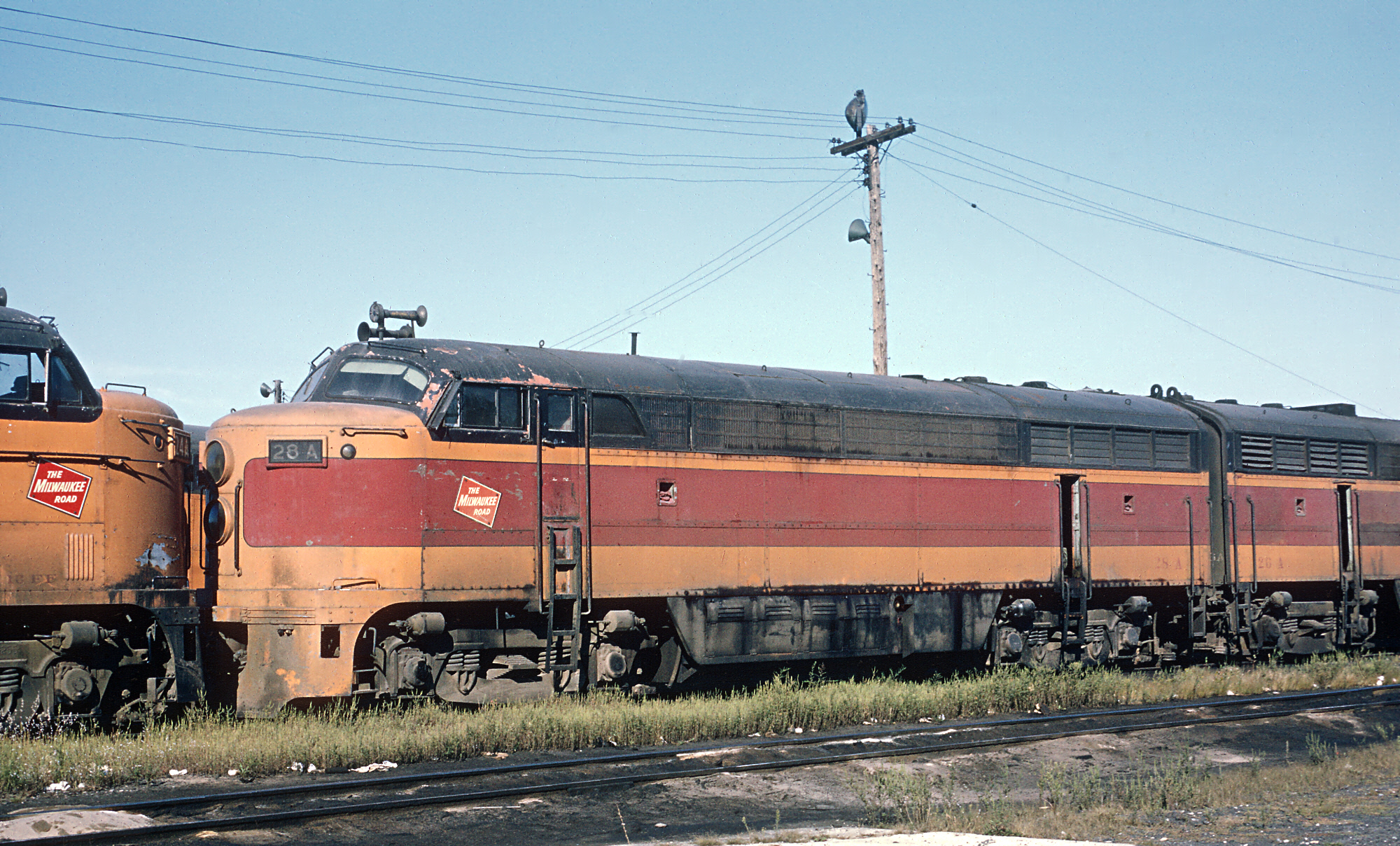
ミルウォーキー ロード CFA16-4 番号 28A、イリノイ州ベンセンビル、1967 年

フェアバンクス・モース コンソリデーテッド・ラインとは、フェアバンクス・モースが1950年から1955年の間に製造した電気式ディーゼル機関車の系統である。カナディアン・ロコモティブ・カンパニー（CLC）がライセンス生産したものもこれに含む。C-liner（シーライナー）、C-line（シーライン）とも呼ばれる。いくつかの車種があり、併せて165組が製造され、うちAユニットが123両、Bユニットが42両であった。以下、本項では「Cライナー」と記述する。

## Cライナーの開発経緯
Cライナーを開発する以前、フェアバンクス・モースはエリービルトと呼ばれるシリーズを好評裡に販売していた。このシリーズはフェアバンクス・モースのウィスコンシン州ベロイトの工場が手狭であったために、 ゼネラル・エレクトリック（GE）のペンシルベニア州エリー工場で車体が製造されていた。
フェアバンクス・モースは1948年にベロイトに貨物列車用車体も旅客列車用車体も製造することができる新工場を設立し、そこで一貫生産を開始した。その際に開発されたのが、本シリーズである。

## 詳細
Cライナーの設計は、エリービルトを受け継いだものが多い。車体は各形式共通設計であり、長さ56フィート6インチ（17.15メートル）、燃料タンク1200ガロン。ブレーキシステムも同じであった。購入者が選択できるのは、搭載する内部機器、即ちエンジンや各種オプションであった。貨物列車用機関車の車軸配置はB-B、旅客列車用機関車の車軸配置は蒸気発生装置を搭載する重量配分の関係からB-A1Aであり、ギヤ比も変えていた。例外的に、とCLCが製造したCPA-16-4形、CPB-16-4形の車軸配置はB-Bであった。
多くの車両が、電動発電機と駆動用モーターにウェスティングハウス・エレクトリックのものを使用していたが、最後に製造されたCライナーである、カナディアン・ナショナル鉄道（CNR）向けCLC製CPA-16-5形の#6700-6705、CPB-16-5形の#6800-6805はGE製を搭載し、ダイナミックブレーキは搭載されていなかった。
選択できるエンジンは同社製の38D81/8型対向ピストンエンジンで、気筒数の増減により出力を選択できた。ピストンのボアは81/8インチ（206.4ミリメートル）、ストロークは10インチ（254ミリメートル）。1気筒あたりの排気量は8.49リットル。過給方式はルーツブロア式である。
- 8気筒（16ピストン） - 1600馬力／850rpm
- 10気筒（20ピストン） - 2000馬力／850rpm
- 12気筒（24ピストン） - 2400馬力／850rpm

## 市場での失敗
最初のオーダーはニューヨーク・セントラル鉄道（NYC）からであった。次いでロング・アイランド鉄道、ペンシルバニア鉄道（PRR）、ミルウォーキー鉄道（MILW）、ニューヨーク・ニューヘイブン・アンド・ハートフォード鉄道（NH）が続いた。CLCへのオーダーは、カナダ太平洋鉄道（CPR）、CNRであった。
しかし、すぐに機械的な信頼性が低く、技術的なサポートが充実していないという問題が生じた。とくにウェスティングハウス製の発電用モーターを使った2400馬力の機関車に顕著であり、ピストンの寿命が短く、メンテナンスも非常に大変であるというものであった。それに加えて、各鉄道では、箱形車体のキャブ・ユニットタイプから、EMD GP7やアルコRS-3のようなロード・スイッチャータイプが好まれるようになってきていたという市場の嗜好の変化があった。
1952年までにアメリカでのオーダーはなくなった。それまでに製造されたのは99両であった。カナダ、とりわけCPRでの使用実績は比較的安定しており、発注は1955年まで続いた。カナダ向けに製造されたのは、各車種計66両であった。
1953年、ウェスチングハウスがフェアバンクス・モースの車両でのトラブルを一因として機関車事業から撤退すると発表し、フェアバンクス・モースはCライナーを製造し続けることが事実上不可能になり、また市場からの支持も失っていた。ニューヨーク・セントラル鉄道は、早くも1955年には搭載エンジンをEMD 567系エンジンに換装して使用していたほどであった。
それでも、フェアバンクス・モースは、トレインマスターやロードスイッチャータイプの車両の製造を続けた。しかし、これらもまた、市場には受け入れられず、機関車製造事業から撤退した。最後にアメリカで機関車を販売したのは1958年、メキシコに最後に輸出したのは1963年、1965年に併合したCLCが長期ストライキのあとでオンタリオ州キングストン工場を閉鎖したのは1969年であった。

## 各形式の特徴と採用鉄道会社
形式名は、3文字のアルファベットでタイプを表し（下記参照）、次いでエンジン出力の千の位と百の位を2桁数字で表し、そして動軸数を数字で表す。
- CFA - 貨物用Aユニット
- CFB - 貨物用Bユニット
- CPA - 旅客用Aユニット
- CPB - 旅客用Bユニット

### 貨物列車用

#### CFA-16-4、CFB-16-4
- スペック・ナンバーはAlt.200.6
- 8気筒、1600馬力／850rpm
- 1950-1953年製
- Aユニット36両、Bユニット8両

| 鉄道名                       | 両数 Aユニット | 両数 Bユニット | ロードナンバー Aユニット | ロードナンバー Bユニット           | 備考 |
| ---------------------------- | -------------- | -------------- | ------------------------ | ---------------------------------- | ---- |
| ミルウォーキー鉄道           | 12             | 6              | 23A,C–28A,C              | 23B–28B                            |      |
| ニューヨーク・セントラル鉄道 | 8              | 4              | 6600–6607                | 6900–6903                          |      |
| ペンシルバニア鉄道           | 16             | 8              | 9448A–9455A, 9492A–9499A | 9448B–9454B, 9492B&9498B （偶数番) |      |
| 合計                         | 36             | 18             |                          |                                    |      |

#### CFA-20-4、CFB-20-4
- スペック・ナンバーはAlt.200.6
- 10気筒、2000馬力／850rpm
- 1950-1953年製
- Aユニット12両、Bユニット3両

| 鉄道名                       | 両数 Aユニット | 両数 Bユニット | ロードナンバー Aユニット | ロードナンバー Bユニット | 備考 |
| ---------------------------- | -------------- | -------------- | ------------------------ | ------------------------ | --- |
| ニューヨーク・セントラル鉄道 | 12             | 3              | 5006–5017                | 5102–5104                | 5006, 5010, 5013, 5014は 1955年にEMD 567C型エンジン （1,500 hp (1.12 MW)）に換装。他の車両は1956年に同じ567C型エンジン（1,750 hp (1.30 MW)）に換装。のちに全車解体された |

### 旅客列車用

#### CPA-20-5
- スペック・ナンバーはAlt.300.2
- 10気筒、2000馬力／850rpm
- 1950年製
- Aユニット8両

| 鉄道名                 | 両数 | ロードナンバー | 備考 |
| ---------------------- | ---- | -------------- | ---- |
| ロング・アイランド鉄道 | 8    | 2001–2008      |      |

#### CPA-24-5 (cabs)
- スペック・ナンバーはAlt.300.2
- 12気筒、2400馬力／850rpm
- 1950年-1952年製
- Aユニット22両

| 鉄道名                                                   | 両数 | ロードナンバー | 備考                                                               |
| -------------------------------------------------------- | ---- | -------------- | ------------------------------------------------------------------ |
| フェアバンクス・モース （デモ車）                        | 2    | 4801–4802      | ニューヨーク・ニューヘイブン・アンド・ハートフォード鉄道#790–791へ |
| ロング・アイランド鉄道                                   | 4    | 2401–2404      |                                                                    |
| ニューヨーク・ニューヘイブン・アンド・ハートフォード鉄道 | 8    | 792–799        |                                                                    |
| ニューヨーク・セントラル鉄道                             | 8    | 4500–4507      |                                                                    |
| 合計                                                     | 22   |                |                                                                    |

## CLC製（1950–1954）

### 貨物列車用

#### CFA-16-4、 CFB-16-4
- スペック・ナンバーはAlt.200.6
- 8気筒、1600馬力／850rpm
- 1950-1953年製
- Aユニット29両、Bユニット7両

| 鉄道名                         | 両数 Aユニット | 両数 Bユニット | ロードナンバー Aユニット | ロードナンバー Bユニット | 備考 |
| ------------------------------ | -------------- | -------------- | ------------------------ | ------------------------ | ---- |
| カナディアン・ナショナル鉄道   | 23             | 3              | 8700–8744 （偶数番）     | 8701–8705 （奇数番）     |      |
| カナディアン・パシフィック鉄道 | 6              | 4              | 4076–4081                | 4455–4458                |      |
| 合計                           | 29             | 7              |                          |                          |      |

### 旅客列車用

#### CPA-16-4、CPB-16-4
- スペック・ナンバーはAlt.200.6
- 8気筒、1600馬力／850rpm
- 1950-1953年製
- Aユニット10両、Bユニット8両

| 鉄道名                            | 両数 Aユニット | 両数 Bユニット | ロードナンバー Aユニット | ロードナンバー Bユニット | 備考                          |
| --------------------------------- | -------------- | -------------- | ------------------------ | ------------------------ | ----------------------------- |
| フェアバンクス・モース （デモ車） | 2              | —              | 7005–7006                | —                        | カナダ太平洋鉄道の4064–4065へ |
| カナディアン・パシフィック鉄道    | 8              | 8              | 4052–4057, 4104–4105     | 4449–4454, 4471–4472     |                               |
| 合計                              | 10             | 8              |                          |                          |                               |

#### CPA-16-5、CPB-16-5
- スペック・ナンバーはAlt.300.5
- 8気筒、1600馬力／850rpm
- 1950-1953年製
- Aユニット6両、Bユニット6両

| 鉄道名                       | 両数 Aユニット | 両数 Bユニット | ロードナンバー Aユニット | ロードナンバー Bユニット | 備考 |
| ---------------------------- | -------------- | -------------- | ------------------------ | ------------------------ | ---- |
| カナディアン・ナショナル鉄道 | 6              | 6              | 6700–6705                | 6800–6805                |      |